# 于载畿
于载畿（1920年—），山东青岛人，中华人民共和国医学家。

## 生平
1942年，毕业于北京大学医学院医疗系，后担任山西省活血化瘀研究所所长、山西医学院教授。历任中华医学会妇产科学会一至四届委员会委员，中国中西医结合学会妇产科专业委员会副主任，急腹症活血化瘀专业委员会一、二届委员，《中华妇产科杂志》编委，中西医结合杂志编辑。1958年与老中医李翰卿合作，首创中西医结合非手术治疗宫外孕疗法。